# LGV Tanger - Kénitra
La LGV Tanger - Kénitra est une ligne à grande vitesse marocaine, longue de  186 kilomètres. Elle est inaugurée le 15 novembre 2018 et entrée en service voyageurs le 26 novembre 2018. Elle comptabilise 1 000 000 de voyageurs en mai 2019. Les liaisons ferroviaires sont désignées par la marque commerciale Al Boraq.

## Objectifs du projet
Cette ligne à grande vitesse est le premier maillon du projet marocain de LGV visant à doter le pays à horizon 2040 de 1 500 km de lignes ferroviaires à grande vitesse. Ce projet de nouvelles lignes comprend deux axes : Casablanca-Oujda en 3 heures (ligne maghrébine, 600 km) et Tanger-Casablanca-Agadir en 4 heures (ligne Atlantique, 900 km). La liaison Tanger-Kénitra (200 km) est la première étape de ce projet de « LGV Atlantique » marocaine.
D'autre part, les études préliminaires à la réalisation du tunnel de Gibraltar en cours permettent d'envisager une liaison ferroviaire Afrique-Europe rendant possible une liaison LGV Rabat-Madrid en six heures et Rabat-Paris en dix heures. À priori le tracé privilégié côté espagnol correspondrait à l'axe Tanger-Algésiras-Antequera-Madrid dont il reste environ 150 km de LGV à accomplir au lieu de se servir de la LGV Cadix-Séville située à 50 km des côtes marocaines et qui est en cours de finalisation puis d'emprunter la première LGV espagnole LGV Madrid - Séville édifiée en 1992 à l'occasion de l'exposition universelle. Cette ligne s'inscrit donc aussi dans la continuité des projets ferroviaires à grande vitesse européens sous le nom de la LGV Transversale (ou Scandinavie-Maroc) dont les extrémités sont Stockholm et Casablanca qui traverse sept pays en seize heures selon le tracé suivant : Stockholm-Copenhague-Cologne-Bruxelles-Paris-Madrid-[Tanger-Casablanca]. La majeure partie de cet itinéraire ferroviaire à grande vitesse est dorénavant achevé sur 3 000 km environ allant de Hambourg à l'encablure de la pointe sud espagnole. Au-delà de l’Allemagne vers la Scandinavie et en dessous de la pointe sud ibérique, les projets de tunnels respectivement des détroits de Fehmarn et de Gibraltar sont constamment évoqués et repoussés au-delà de 2020.
Le projet de cette ligne à grande vitesse a été d'abord un objectif immédiat de relier les deux pôles économiques constitués par les deux hubs maritimes marocains, l'Atlantique Port de Casablanca et le Méditerranéen Tanger Med et leurs zones d'activités adjacentes.
La future ligne dite « train maghrébin à grande vitesse » (TGV-M) est destinée à relier en quatre heures les deux mégapoles du Maghreb, Casablanca au Maroc et à Alger an Algérie. Elle s'inscrit dans le projet de relier Casablanca à Tripoli (Libye) en passant par Tunis en Tunisie. Le projet, dévoilé pour la première fois en avril 2015, doit alors être mise en place d'ici à 2030.

## Histoire

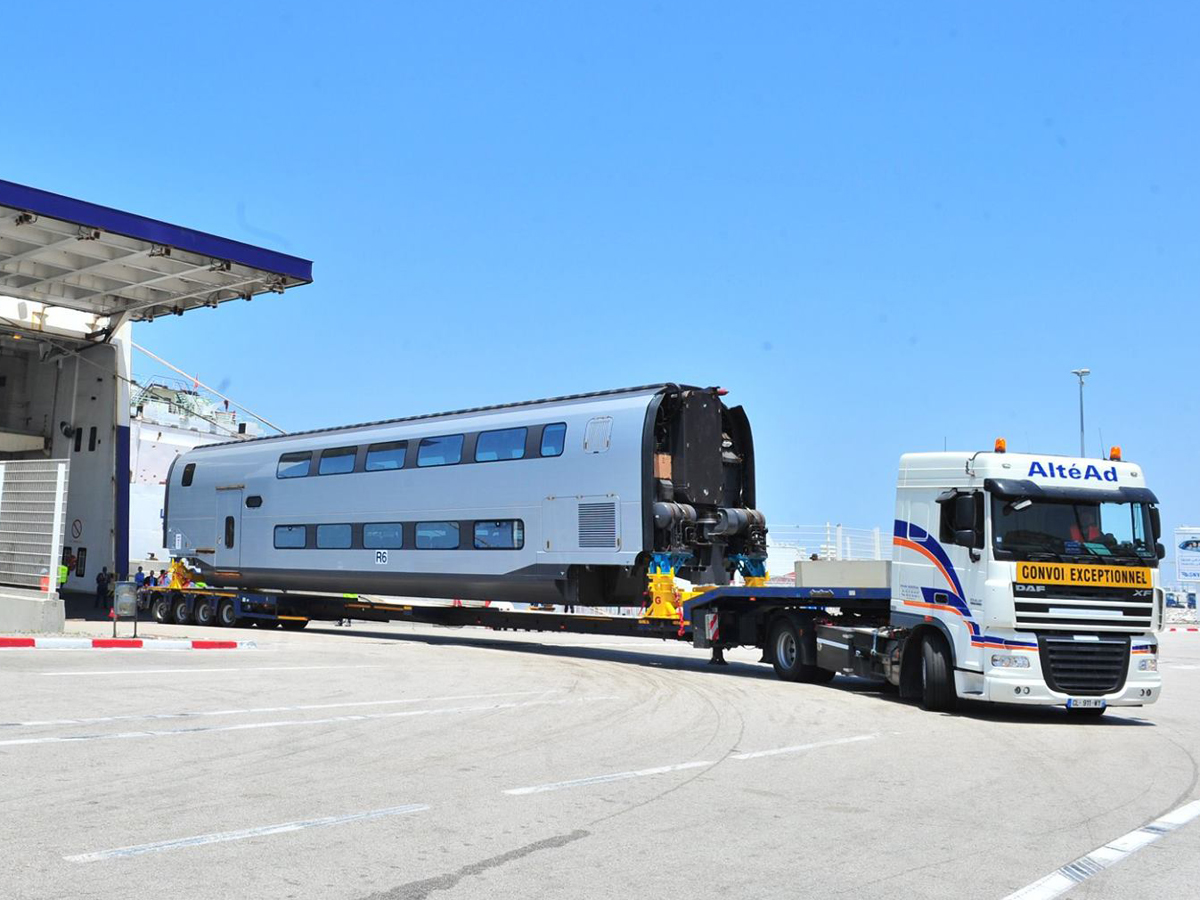
Livraison d'une voiture de TGV Euroduplex destiné à l’ONCF, en juillet 2015.

Le premier protocole d'accord a lieu lors d'une rencontre entre Nicolas Sarkozy et Mohammed VI en octobre 2007, il est signé par les ministres Jean-Louis Borloo et Karim Ghellab.
Le 10 décembre 2010 est signé le projet définitif sous la forme de six conventions. Les 14 rames sont commandées au fournisseur Alstom pour 400 millions d'euros,. L'ouverture est alors prévue pour décembre 2015.
60 ingénieurs de la SNCF et de l'ONCF réalisent ensuite les études nécessaires avant le démarrage des travaux, qui sont lancés le 29 septembre 2011 par Mohammed VI, Nicolas Sarkozy et le président de la SNCF Guillaume Pepy.
La pré-exploitation démarre le 19 juin 2018, avec un record de vitesse à 357 km/h atteint le 4 mai et annoncé le 27 juillet,.
La mise en service est repoussée à l'été 2018, lors de publications de 2015-2016,,, puis à fin 2018. L'inauguration a finalement lieu le 15 novembre 2018, au lieu de 2015 initialement, les retards étant principalement causés par les procédures d'expropriation.

### Novembre 2018 - novembre 2019: première année de mise en service
L'exploitation débute à partir du 26 novembre 2018, et les billets sont proposés gratuitement les trois premiers jours, à titre promotionnel.
En janvier 2019, la ligne a transporté 200 000 passagers, soit un taux de remplissage de 70 %, contre 168 000 passagers et un taux de remplissage de 40 % lors de son premier mois d'exploitation. Le cap du million de passagers est atteint à la fin du mois d'avril 2019, avec une régularité supérieure à 95 %. Le taux de remplissage est alors de 70 % en semaine et 90 % le vendredi et le dimanche.
Un an après sa mise en service, l’Office national des chemins de fer (ONCF) informe que près de 2,5 millions de passagers ont voyagé à bord d’Al Boraq. De janvier à octobre 2019, 7000 trains à grande vitesse ont transporté en moyenne 8250 passagers journaliers. De plus il y a selon l'Office un taux de ponctualité de 97% pour les 28 allers et retours quotidien et un taux de satisfaction des clients de 92%.

## Ligne

### Tracé

Le réseau en 2010.

La ligne LGV Tanger-Kénitra s’étend sur un total de 186 km. Elle suit un nouveau tracé, raccourci par rapport à la ligne classique actuelle et qui longe la côte atlantique ce qui a suscité le rajout de filtres anti sables marins aux rames Euroduplex. La première phase du projet a consisté à construire une nouvelle ligne entre Tanger et Kenitra et la relier au réseau ferroviaire classique existant entre Kenitra et Casablanca. Cela ne pourra pas permettre aux rames Duplex du fournisseur Alstom de dépasser les 160 km/h au-delà de Kénitra dans un premier temps. Il était prévu d'engager des travaux de rénovation au niveau de la ligne classique entre Kénitra et Casablanca afin de permettre aux TGV d'atteindre une vitesse de 220 km/h  . Mais le projet fut abandonné au profit du projet de la LGV Kénitra-Marrakech dont son ouverture est prévu à quelques mois de la Coupe du Monde de football 2030. 
Ainsi dans cette première phase le train parcourt le premier grand tronçon en 50 minutes et continuera sans rupture de charge jusqu'à Casablanca les 150 km restant en 2h10 ce qui correspond à une durée totale du voyage Tanger-Casablanca en comptant les temps d'arrêt à Kénitra, et Rabat. La pose des rails a commencé depuis début 2016 et s'est poursuit à raison de un kilomètre par jour. Au cours d'une conférence de presse spéciale consacrée à l'avancement du projet, le président directeur général de l'ONCF déclare le 20 avril 2016 que le premier tronçon Kenitra - Larache sera finalisé vers la fin de l'année 2016 et que les premiers tests dynamiques à grande vitesse des rames s'effectuent en février 2017 sur une portion de 80 km. Puis progressivement sur l'intégralité de la LGV. 
La LGV est inauguré le 15 Novembre 2018 par le Roi du Maroc Mohammed VI et le président de la république française Emmanuel Macron au terme d'un trajet inaugural en TGV entre la gare de Tanger-Ville et celle de Rabat-Agdal. Son exploitation commerciale par la marque Al Boraq a commencé un mois après. 

### Ouvrages d'art
La LGV Tanger - Kénitra est conçue selon les référentiels techniques des lignes à grande vitesse conformes aux standards européens. Malgré la rareté des reliefs situés sur son tracé, la ligne traverse plusieurs zones inondables ou compressibles ce qui a nécessité de faire appel à 286 ouvrages courants ou hydrauliques soit une moyenne de 1,36 ouvrages d'art au kilomètre dont 13 viaducs s'étalant sur un total de 10 km linéaire. Parmi les plus grands viaducs trois ont été remportés par le groupe marocain SGTM :
- Viaduc d’El Hachef 3,5 Km ;
- Viaduc de Mharhar 700 m ;
- Viaduc de Sebou 250 m.

### Les gares
Le train à grande vitesse dessert quatre villes : Tanger, Kénitra, Rabat et Casablanca. Trois d'entre elles (Tanger, Kénitra et Casablanca) ont lancé un appel d'offres international, dont le résultat a été révélé en 2013. Vient ensuite le tour des gares de Rabat : le directeur de l'ONCF déclare au cours d'une conférence intitulée « Next Station 2015 », organisée par l'UIC à Marrakech, que le projet de la mise en place du train à grande vitesse concernera la reconstruction de cinq gares dont deux à Rabat pour un montant de 2,7 milliards de dirhams (mais seule Rabat-Agdal sera desservie par ces trains, contrairement à Rabat-Ville).
- Gare de Tanger-Ville

La gare pour les trains à grande vitesse de Tanger est construite sur une superficie de 8 300 m² pour un budget de 320 millions de dirhams (32 M$). Elle est conçue par l'architecte marocain Youssef Melihi et vient compléter la gare actuelle sur son côté latéral. Elle assure une correspondance par train classique vers Assilah et la gare du port ferry de Tanger Med, liaison qui sera finalement abandonné en raison du manque de fréquentation.
- Gare de Kénitra

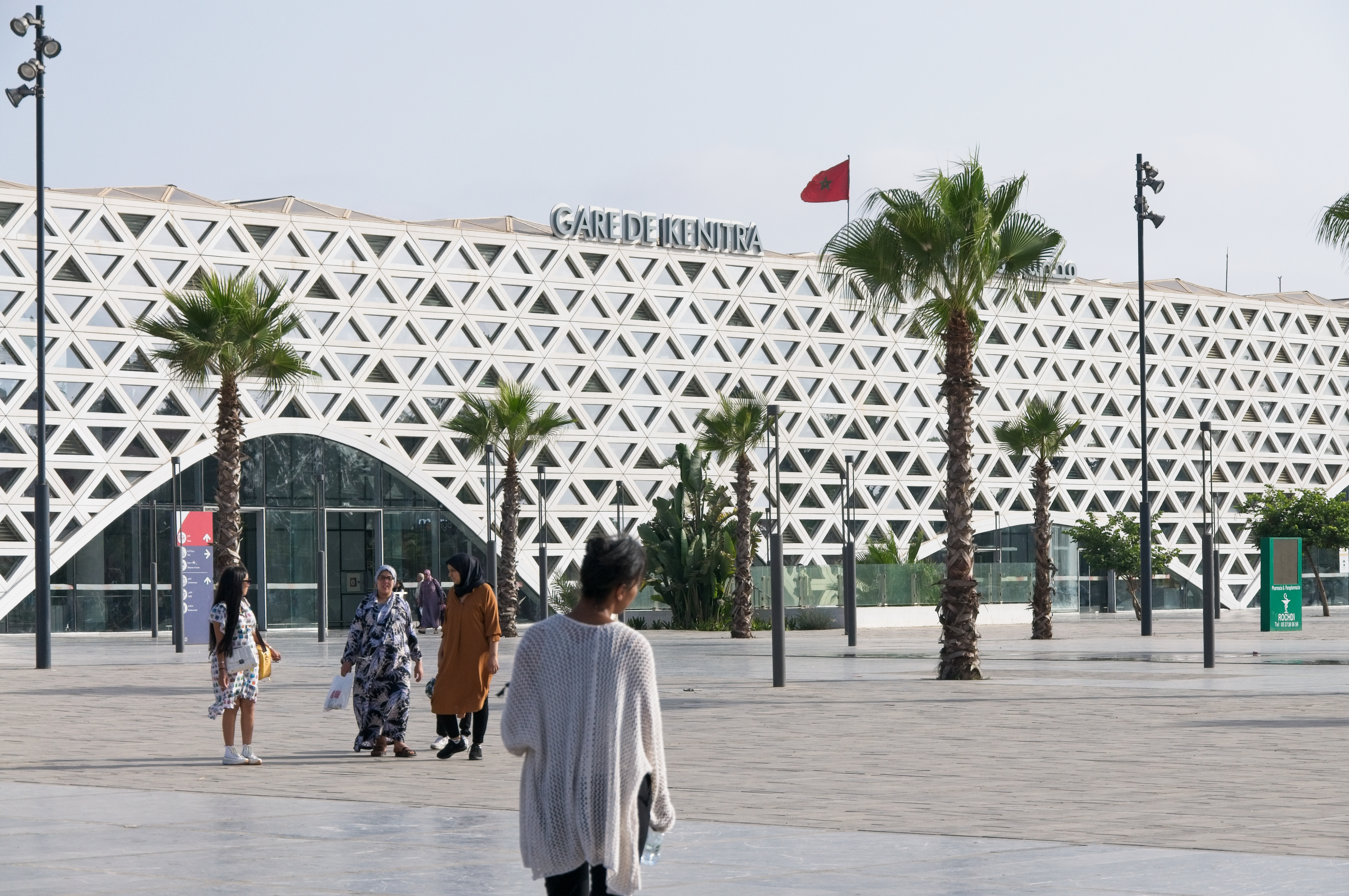
Détail sur la façade de la gare TGV à Kenitra

La gare de Kénitra est construite sur une superficie de 9 900 m², pour un budget de 340 millions de dirhams (34 M$). Le marocain Omar Kobbité Architectes en est son architecte, associé aux cabinets français Silvio D'Ascia architecture et Erik Giudice Architecture. La gare de Kénitra assure des correspondances vers Meknès, Fès, Taza, Oujda et Nador.
- Gare de Rabat-Agdal

Le coup d'envoi des travaux de la gare de Rabat-Agdal a été donné le 8 mars 2016, pour un budget de 600 millions de dirhams (60 M$). Elle dispose d'une superficie de 70 000 m², pouvant accueillir plus 30 millions de passagers annuels. Dans le cadre du premier anniversaire d'Al Boraq, une sculpture sous la forme d'une carte du Maroc incliné est installée à l'entrée du côté Avenue Hassan II et réalisée par l'artiste Mohamed El Baz, baptisée «Ici et Maintenant».
- Gare de Casa-Voyageurs

La gare de Casa-Voyageurs est d'une superficie de 8 300 m², pour un budget de 380 millions de dirhams (38 M$). Elle est conçue par l'architecte casablancais Yassir Khalil (YKS: YassirKhalilStudio) et un groupement constitué d'entreprises italiennes expérimentées en matière ferroviaire. Il s'agit d'ABDR Architetti Associati, un cabinet basé à Rome, F&M (Favero e Milan Ingegneria), situé près de Venise, et Italferr, filiale d'ingénierie de FSI, les chemins de fer italiens. Construite sous forme de gare-pont, tout en respectant l'ancien bâtiment et son minaret, la nouvelle gare accueille 22 millions de voyageurs par an contre 4,5 millions pour l'ancienne gare. Le 1er prix pour ce projet a été attribué en août 2012, devant notamment le cabinet français Richez ou l'AREP, l'allemand GMP ou le britannique Chapman Taylor. L'AREP, filiale ingénierie et architecture de la SNCF, a pour sa part réalisé la nouvelle gare de Casa-Port qui, elle, ne sera pas desservie par le train à grande vitesse. La gare de Casa-voyageurs assurera des correspondances vers Marrakech, vers l'aéroport de Casablanca et vers plusieurs villes limitrophes via le Train navette rapide à partir de la gare de Casa-Port. En novembre 2019, la sculpture de Hassan Darsi, Marhabane, est installlée  au sein de la gare.

### Équipement
La LGV Tanger - Kénitra est conçue pour une vitesse commerciale de 320 km/h (vitesse potentielle de 350 km/h). Les trains poursuivent ensuite sur la ligne classique à la vitesse maximale de 160 km/h, afin de desservir Rabat et Casablanca sans rupture de charge.

## La desserte

### Temps de trajet
| Gare              | Temps par ligne classique | Temps en 2018 | Temps prévu en 2029 |
| ----------------- | ------------------------- | ------------- | ------------------- |
| Tanger-Kénitra    | 3h15                      | 50 min        | 47 min              |
| Tanger-Rabat      | 3h45                      | 1h20          | 1h00                |
| Tanger-Casablanca | 4h45                      | 2h10          | 1h35                |
| Rabat-Casablanca  | 55 min                    | 50 min        | 35 min              |

### Matériel roulant

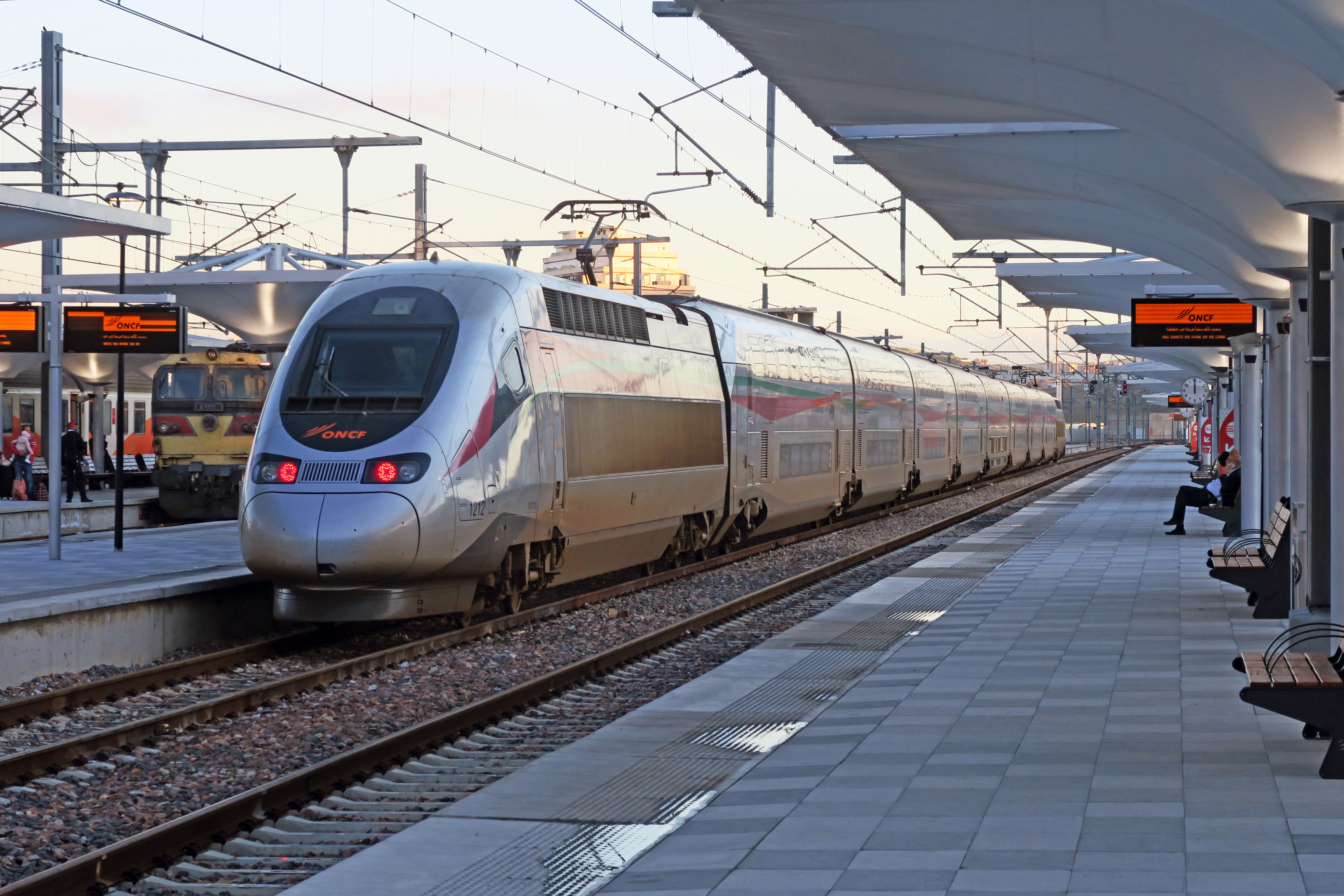
La RGV 1212 à la gare de Tanger-Ville.

La ligne est exploitée grâce à des rames Avelia Euroduplexconstruites par Alstom, d'un total de 12 (au lieu de 14 à la base) et numérotée de 1201 à 1212, Le choix de ce matériel a été effectué par l'opérateur marocain, l'ONCF, dans le but de répondre à la montée en charge du trafic sur cette ligne à plus forte croissance durant les cinq dernières années. La version commandée correspond à une déclinaison du TGV Duplex de 3e génération, surnommé Euroduplex, bicourant (25 kV et 3 kV), capable de circuler sur les lignes classiques et adaptée aux conditions climatiques marocaines. Les premiers éléments sont déchargés le 29 juin 2015 ; à la fin d'avril 2016, neuf rames ont été livrées et montées à Tanger. Les tests dynamiques avaient commencé le 20 janvier 2016, sur la ligne classique entre Kénitra et Casablanca, avec des vitesses de l'ordre de 160 km/h et des pointes à 200 km/h. Les tests dynamiques sur la LGV, dont ceux effectués à la vitesse maximale du service commercial (320 km/h), ont été réalisés de février 2017 à juin 2018.
Durant les essais, le TGV atteint la vitesse de 357 km/h figurant ainsi dans le top 10 des TGV les plus rapides du monde à la 8e place. Il devient le train le plus rapide d'Afrique.  

### Fréquences actuelles
Les horaires des dessertes dépendent des heures de pointe et des correspondances des trains classiques grandes lignes à Kénitra et à Casablanca, initialement l'ONCF projetait de commander 18 rames Euroduplex et tablait sur 50 rotations Tanger-Casablanca par jour avec des dessertes chaque heure de 5 heures à 22 heures et deux trains par heure dans chaque sens en heures de pointe. Afin de limiter les coûts d'acquisition la commande a été revue à la baisse à 14 rames puis finalement à seulement 12 rames et un institut de formation en maintenance conçu en joint-venture entre l'ONCF et la SNCF (France) afin de maîtriser les coûts des maintenances. Une vidéo institutionnelle publiée par l'ONCF avait précisé clairement que les dessertes seront de 6 heures à 21 heures. Avec 12 rames en service il aurait été difficile d'assurer deux dessertes par heure ; le maximum possible est d'assurer 40 rotations par jour sur la base de 10 rames en activité et 2 rames en réserve. Chaque rame Euroduplex peut donc assurer quatre aller/retours par jour entre 6 heures et 21 heures au lieu de deux aller/retour pour les trains électriques classiques qui fonctionnaient de 5h30 à 21h30. Les rames peuvent aussi assurer des rotations en unité multiple pendant les heures de pointe. 

### Correspondances
L'arrivée du train à grande vitesse a permis aussi de rapprocher Tanger des trois villes impériales marocaine de Meknès, Fes et Marrakech :
- Tanger - Meknès/Fès : Les trains directs Fès - Tanger mettent cinq heures de temps pour atteindre la destination finale, depuis 2018 les voyageurs peuvent se rendre de Fès à Tanger en moins de trois heures: deux heures de Fès à Kénitra et 50 minutes de Kénitra à Tanger. Auparavant[Quand ?] deux trains par heure circulaient entre les deux villes impériales Fès, Meknès et Kénitra. Les habitants de Meknès peuvent atteindre  quant à eux Tanger en 2h30.
- Tanger - Marrakech : Avant l'inauguration de la LGV, le trajet en train classique nécessitait une durée de huit heures pour se rendre de Tanger à Marrakech , en 2018 après le doublement et la mise à niveau de la ligne Casablanca - Marrakech le trajet s'effectue en 2h30. Ce qui a permis de raccourcir le trajet Tanger - Marrakech à 4h30.

En plus des capitales impériales la liaison à grande vitesse Tanger - Casablanca permet d'assurer la correspondance vers la ville touristique de El Jadida, vers la ville de Khouribga ainsi que vers l’aéroport Mohammed V. 

## Impact socio-économique
La LGV Tanger-Kénitra a permis d'assurer une desserte à grande vitesse de quatre agglomérations de plus de un million d'habitants chacune. S'étalant de Tanger à Casablanca en passant par la capitale Rabat, sur ce même tracé le train à grande vitesse connecte l'aéroport de Casablanca (environ 10 millions de passagers par an) aux aéroports de Rabat et Tanger qui se rapprochent de un million de passagers chacun, au départ de Tanger deux ports passagers Ferry assurent un afflux de 3,5 millions de passagers par an, en outre, Les correspondances en lignes classiques apportent 7,4 et 10 millions de passagers grandes lignes respectivement à Casablanca et à Kénitra.
Le recours à des rames Euroduplex à deux niveaux a pour objectif d'atteindre huit millions de voyageurs par an, soit environ 15 % de l'ensemble du trafic voyageurs après la date de la mise en service de la ligne. Le temps de trajet, actuellement de plus de trois heures en train classique et de deux heures en voiture, est réduit à 50 minutes entre Tanger et Kénitra. La LGV Tanger - Kénitra permet également de relier Casablanca à Tanger en deux heures environ au lieu de sensiblement cinq heures. Les rames capacitaires Euroduplex sont en outre en mesure d'apporter plus de places assises pour les navetteurs Kénitra - Casablanca aux heures de pointe et d'améliorer ainsi le confort des abonnés.
Le succès du modèle TGV Duplex en France notamment en matière de réduction des coûts d'exploitation, porte l'ONCF à espérer tenir sa promesse de ne pas augmenter de plus de 20 % le prix du trajet Tanger – Casablanca, par rapport au prix actuel pour rester en dessous de 150 dirhams (environ 14 €). Cette promesse a certes du mal à être crédible aux yeux du grand public au Maroc. En janvier 2012 par exemple, le billet en 2e classe sur Tanger – Kénitra était de 85 dirhams, pour un tracé actuel sur ligne classique qui avoisine les 250 km. La nouvelle liaison à grande vitesse prévue est de 186 km, le système tarifaire de l'opérateur ONCF tient compte des distances des trajets et de la demande, la cinquantaine de kilomètres économisée par le raccourcissement du parcours a permis de maîtriser les coûts d'exploitation de LGV de manière à en démocratiser l'accès.

## Financement
Le coût de la ligne à grande vitesse Tanger - Kénitra est de 20 milliards de dirhams (1,8 Md €) faisant partie d'un contrat programme global de 33 milliards de dirhams entre l'État marocain et l'ONCF pour la période 2010-2015, le bouclage financier des 20 Md DH réservés au projet grande vitesse est arrivé à hauteur de 55 % au troisième trimestre 2011 soit 10,9 MMDH adjugés, les 9,1 MMDH restant seront totalement engagés courant 2012 assure Karim Ghellab, ministre marocain des transports et de l'équipement.
Ces fonds (20 Md DH) ont été répartis comme suit : 10 milliards pour l'infrastructure ferroviaire, 5,6 milliards pour les équipements ferroviaires et 4,4 milliards pour le matériel roulant.
Dans ce sens, en novembre 2008, un prêt de 625 millions d'euros avait été accordé au Maroc par la France.
L'État marocain a accepté de financer le projet à hauteur de 4,8 milliards de dirhams le 1er février 2010.
Le Fonds Arabe pour le Développement Économique et Social (FADES) signe un accord de prêt de 864 MDH le 14 février 2012.
D'autre part, l'ONCF avait financé les 13 Md DH restant de son programme 2010-2015 pour la construction d'une troisième voie entre Kenitra et Casablanca notamment pour les marchandises, la suppression des passages à niveau restant sur cet axe et la mise à niveau de la ligne Casablanca-Marrakech à travers son doublement.
Une nouvelle émission d'emprunt obligataire, plafonnée à 2 milliards de dirhams, a été garantie par l'État d'après une annonce au journal officiel le 14 juin 2018, il a servi à financer la LGV, dont le triplement des voies et la maintenance de l'infrastructure.